# بیسبال دل پندس
بیسبال دل پندس (به اسپانیایی: La Bisbal del Panadés) یک منطقهٔ مسکونی در اسپانیا است که در بایکس پنس واقع شده‌است. بیسبال دل پندس ۳۲٫۵ کیلومتر مربع مساحت دارد ۱۸۹ متر بالاتر از سطح دریا واقع شده‌است.